# برج الساعة (شركة مصر للغزل والنسيج)
ساعة شركة مصر للغزل والنسيج أو ساعة شركة المحلة من أبرز المعالم المعمارية لشركة مصر للغزل والنسيج بالمحلة الكبرى. تم إنشاؤه على يد المهندسين الإنجليز وذلك بعد إنشاء الشركة على يد طلعت باشا حرب. نجد في هذه الساعة أثر العمارة الإنجليزية القديمة فهناك شبه وإن كان ليس بالكثير بين الساعة الموجودة في المدينة القديمة المحلة الكبرى وبين الساعة الموجودة في مدينة لندن ساعة بيغ بن. تعتبر ساعة الشركة ثاني أقدم برج وقتي في العالم.
يبلغ طول الساعة 103 متر. الساعة بنيت بالخرسانة المسلحة من أول طابق إلى آخر قطعة. يبلغ طول العقرب الكبير للساعة 225 سم أي مايعادل 2.25 متر ويتمثل في وجود 4 مصابيح نيون عليه. يبلغ طول العقرب الأصغر 125 سم اى مايعادل 1.25 متر ويتمثل في وجود مصباحين نيون. يوجد ناقوس يقوم بإعطاء تنبيه كل ساعة وذلك بدق نفس عدد دقات الساعة. موقع الساعة بجوار استاد المحلة الشهير (ستاد غزل المحلة) وبجوار مستشفى الشركة. وتحتوى الساعة مجموعة من الحدائق الجميلة مما يعطى مظهرا جميلا للزائر.